# جبريل آدامز
جبريل آدامز (بالإنجليزية: Gabriel Adams)‏ هو سياسي أمريكي، ولد في 1790، وتوفي في 4 يونيو 1864 في الولايات المتحدة. انتخب عمدة بيتسبرغ (15 يناير 1847 – 12 يناير 1849).